# Uranothauma violacea
Uranothauma violacea är en fjärilsart som beskrevs av Jan Kielland. Uranothauma violacea ingår i släktet Uranothauma och familjen juvelvingar. Inga underarter finns listade i Catalogue of Life.